# Łukojł-Awia
Łukojł-Awia – rosyjskie linie lotnicze z siedzibą na lotnisku Szeremietiewo w Moskwie. Zostały założone 27 września 1994 i są własnością rosyjskiego przedsiębiorstwa naftowego Łukoil. Świadczą usługi dla kadry pracowniczej tego przedsiębiorstwa.

## Flota
Flota linii Łukojł-Awia w dniu 16 lutego 2015 roku:
- 1 Dassault Falcon 900EX
- 1 Bombardier Challenger 601-3R
- 2 Mi-8MTV-1
- 1 Jak-40
- 1 Jak-42
- 1 Boeing 737-7EM (BBJ)